# Kārkhāneh Sefīd Kan
Kārkhāneh Sefīd Kan (persiska: كارخانه سفيد كن, Kārkhāneh-ye Sefīd Kan) är en ort i Iran.   Den ligger i provinsen Lorestan, i den västra delen av landet, 300 km sydväst om huvudstaden Teheran. Kārkhāneh Sefīd Kan ligger 1 476 meter över havet och antalet invånare är 639.
Terrängen runt Kārkhāneh Sefīd Kan är varierad.Runt Kārkhāneh Sefīd Kan är det ganska tätbefolkat, med 116 invånare per kvadratkilometer. Närmaste större samhälle är Aznā, 14,6 km sydost om Kārkhāneh Sefīd Kan. Trakten runt Kārkhāneh Sefīd Kan består till största delen av jordbruksmark.